# Alfons Skowronek
Alfons Józef Skowronek (ur. 26 stycznia 1928 w Piekarach Śląskich, zm. 18 grudnia 2020) – polski ksiądz katolicki, kapłan archidiecezji katowickiej, profesor teologii.

## Życiorys
Święcenia kapłańskie przyjął 29 czerwca 1954. W 1964 obronił pracę doktorską na Katolickim Uniwersytecie Lubelskim. W 1970 habilitował się na Uniwersytecie w Münster i w tym samym roku został pracownikiem Akademii Teologii Katolickiej w Warszawie. Tytuł profesora nadzwyczajnego otrzymał w 1977, tytuł profesora zwyczajnego w 1985.
Był przez wiele lat kierownikiem Katedry Teologii Ekumenicznej ATK oraz członkiem Komisji Episkopatu Polski ds. Ekumenizmu (1977–1996) i Podkomisji ds. Dialogu z Kościołami zrzeszonymi w Polskiej Radzie Ekumenicznej (1978–1996). Od 1970 należał do redakcji pisma „Concilium”. W 1996 został duszpasterzem gminy niemieckojęzycznej w Warszawie.
Od 2013 był pensjonariuszem Domu Księży Emerytów archidiecezji warszawskiej w Kiełpinie.

## Twórczość
- O wierze i teologii współczesnego Kościoła (1982)
- Światła ekumenii. Spotkania z teologią, Instytut Wydawniczy PAX, Warszawa 1984, ss. 420, ISBN 83-211-0512-2
- Odkrywanie jedności (1988)
- Drogi i bezdroża ekumenii (1993)
- Sakrament pojednania: wina, grzech, pojednanie (1995)
- Sakramenty w ogólności: Chrzest ; Bierzmowanie (1995)
- Małżeństwo i kapłaństwo jako spotęgowanie chrześcijańskiej egzystencji (1996)
- Chorzy i ich sakrament (1997)
- Eucharystia – sakrament wielkanocny (1998)
- Z Kościołem w trzecie tysiąclecie. Czego oczekuję od Kościoła? (1999)
- Kościoły chrześcijańskie na niemiecko-języcznym obszarze Europy Zachodniej (2000)
- Aniołowie są wśród nas. Fascynacje – dociekania – wierzenia (2001).
- Kim jest Jezus z Nazaretu?:refleksje u progu XXI wieku (2003)
- Kościół w burzliwych czasach (2007)
- Teologia w czasach kryzysu (2011) – artykuły zebrane z lat 1968-2009